# Ego el Planeta Viviente
Ego el Planeta Viviente es un personaje ficticio, un supervillano del universo de la editorial Marvel Comics. El personaje apareció por primera vez en The Mighty Thor #132 (septiembre de 1966) y fue creado por el escritor Stan Lee y el artista Jack Kirby.
El personaje ha hecho apariciones limitadas en Animación y los videojuegos. Kurt Russell interpretó al personaje en la Película Guardianes de la Galaxia vol. 2 (2017) del Universo cinematográfico de Marvel para, en la que Ego es reinventado como un Celestial. Russell también interpretó versiones Alternativas de Ego Quill en la serie animada ¿Qué pasaría si...? (2021) de Disney+.

## Historia de publicación
Ego fue creado por Jacob Kirby durante una fase en la que quedó fascinado con el universo. Ego, los alienígenas Kree y Los Colonizadores sucedieron inmediatamente de la creación de Galactus y ayudaron a establecer la propia «mitología de la era espacial» de Marvel Comics.

Ego el Planeta Viviente se introdujo inicialmente en el título Thor volumen #132 (septiembre de 1966), y fue creado por el escritor Stan Lee y el artista Jack Kirby. Como Kirby recordó en 1969, poco después del debut del personaje, la génesis de Ego se produjo cuando:
Comencé a experimentar [...] y así es como apareció Ego. [...] Un planeta que estaba vivo; un planeta que era inteligente. Eso no era nada nuevo, ya sea porque no había habido otras historias [acerca de] planetas vivos, pero eso no es aceptable. [...] Tú dirías: «Sí, eso es salvaje», pero ¿cómo te relacionas con ello? ¿Por qué está vivo? Así que me sentí en algún lugar del universo, el universo [...] se vuelve más denso y se vuelve líquido - y que en este líquido, había un virus múltiple gigante, y si [él] se mantenía aislado durante millones y millones de años, [...] comenzaría a evolucionar por sí mismo y comenzaría a pensar. En el momento en que lo alcanzamos, podría ser muy superior a nosotros - y eso era Ego.
Ego vuelve como protagonista en Thor #160-161 (enero-febrero de 1969), e hizo una aparición especial en el #201. Su origen es explorado en Thor #228.
Después de sus apariciones en Fantastic Four #234-235 (septiembre-octubre de 1981) y Rom #69 (agosto dde 1985), Ego tuvo un papel recurrente en Silver Surfer vol, 3 #4-22 (1987-1989). El personaje volvió en el anual de 1991 Thor y los volúmenes #448-450 (junio-agosto de 1992).
Ego tuvo un papel destacado en la historia crossover de toda la empresa «Maximum Security», apareciendo en Avengers #35 (diciembre de 2000); Maximum Security: Dangerous Planet (Oct. 2000); Iron Man #34-35 (noviembre-diciembre 2000); X-Men Unlimited #29 (diciembre de 2000); Gambit #23 (diciembre de 2000) y Maximum Security #1-3 (diciembre de 2000-enero de 2001).
El personaje regresó en Nova vol 4 #20-30 y Astonishing Thor #1-5 (noviembre de 2010-julio de 2011).
Ego el Planeta Viviente también apareció en el Oni Press Color Special.

## Biografía del personaje ficticio

### 1960
Ego una vez le dijo a Thor que fue el resultado de un científico fusionándose con un planeta cuando el sol de ese planeta se convirtió en nova.
Ego comenzó a absorber naves espaciales e incluso otros mundos para sobrevivir, planeando una conquista interestelar. Este comportamiento atrae la atención de los Colonizadores Rigelianos, que temen que Ego esté cerca de consumir su mundo natal. Ellos reclutan al Dios del Trueno Thor para derrotar a Ego. Acompañado por un Registrador rigeliano, Thor encuentra a Ego, quien promete nunca dejar la Galaxia Negra y que renunció a sus planes de conquista, sintiéndose humillado por su derrota. Varios meses más tarde, un Galactus debilitado invade el espacio de Ego y busca reponer su energía al consumir a Ego. Thor ayuda a Ego a luchar contra Galactus y, en gratitud, Ego permite que su superficie se convierta en el nuevo hogar de los Caminantes, una raza cuyo planeta había sido el primero en ser devorado por Galactus miles de millones de años atrás.

### 1970
La rigeliana Tana Nile tomó una muestra de la forma de Ego, con la esperanza de que esto podría ser utilizado para fertilizar los mundos estériles que se barajan para ser habitados. Este acto vuelve loco a Ego, y pronto se entrega a sus primordiales impulsos y absorbe a los Caminantes, lo que provoca que Thor se ponga del lado de Galactus cuando regresa. Ayudado por su aliado Hércules y el heraldo de Galactus, Señor del Fuego, Thor mantiene a raya a Ego hasta que Galactus une el motor de una nave estelar masiva al polo sur de Ego, que conduce al planeta constantemente por el espacio y por lo tanto le impide ser una amenaza a otros planetas y secciones pobladas del universo.

### 1980
Años más tarde, Ego consigue el control del motor y rastrea a Galactus hasta la Tierra buscando venganza, pero no es capaz de localizarlo. Ego comenzó a atacar la Tierra y causa una destrucción masiva hasta que finalmente es detenido por los Cuatro Fantásticos. Horrorizado por la devastación, un mutante desconocido que altera la realidad conocido como L.R «Skip» Collins deshace el daño causado por Ego, así como toda la memoria de la situación, con excepción de los recuerdos de los Cuatro Fantásticos, ya que estaban fuera del planeta mientras luchaban contra Ego. El cuarteto superpoderoso intentó derrotar a Ego eliminando la célula de energía de uno de los motores de propulsión conectados, al que la Cosa intenta lanzar al «cerebro» de Ego. En respuesta, un Ego enfurecido activa el motor, pero con un motor ahora desactivado, el otro impulsa el planeta fuera de control hacia el Sol, la fuerza de gravedad de éste rompió la sustancia de Ego.
Ego, sin embargo, lentamente se reforma con algunas partículas supervivientes y repara la unidad de propulsión. Ego luego digiere un número de los Fantasmas para reponer sus reservas de energía, y lucha contra el Caballero Espacial Rom.
Ego más tarde se une a los Primigenios del Universo en un plan para destruir a Galactus. Ego fue marginado antes de la confrontación, cuando fue derrotado por Estela Plateada. Posteriormente, capturó a Estela Plateada y trató de consumir sus energías.

### 1990
Ego ataca más tarde una flota korbinita y combate al héroe Beta Ray Bill. Ego le revela a Bill que la unidad de propulsión de Galactus está volviéndole loco, y, posteriormente, la flota destruye la unidad de propulsión. Un bio-verso sensible, inicialmente descrito como «Súper-Ego», comienza a consumir a Ego, pero Ego al final se escapa.

### 2000
Enloquecido por la Inteligencia Suprema, Ego arremete contra otros planetas, destruyéndolos al tratar de «despertar» a los demás como él mismo, hasta que es derrotado en una batalla con el Profesor X, Estela Plateada y Cadre K. Ego es capturado posteriormente y enviado a la Tierra como un «niño» en forma de esporas. Como Ego crece, comienza a consumir la Tierra, con la Inteligencia Suprema intentando permitirle crecer para que los Kree puedan tomar el control de Ego y utilizarlo como arma contra el resto del universo. Quasar lo absorbe para impedir esto.
Cuando Quasar muere durante la guerra de Aniquilación, Ego fue lanzado de nuevo en el Universo, sólo para ser abordado por el Mundomente para unirse a los nuevos Nova Corps.
Ego suplanta a Mundomente y le lava el cerebro al Cuerpo. Nova logra derrotar a Ego y liberar a Mundomente al lobotomizar al Planeta Viviente. Cuando Ego resurge su personalidad en su cuerpo, Nova ataca de nuevo y le obliga al Planeta Viviente teletransportarse lejos.

### 2010
El Extraño le revela su verdadera naturaleza a Ego, que era uno de dos cuerpos vivientes creados por el Extraño para un experimento científico, y que su hermano Álter-Ego ha estado en cautividad por el Coleccionista desde su nacimiento. Extraño ha dispuesto que Álter-Ego odie a Ego, con la intención de aprender a través de su batalla si la libertad o el cautiverio alimenta una voluntad más fuerte. Álter-Ego es herido y pierde masa, pero Thor interviene antes de que Ego pueda asestar un golpe mortal. Álter-Ego se convierte en una luna de Ego, y los dos comienzan a viajar juntos como una familia.

## Poderes y habilidades
Ego es excepcionalmente inteligente, aunque, como su nombre lo indica, alberga un complejo de superioridad extremo y puede ser emocional si se frustra. Ego es impulsado por el espacio a través del motor de Galactus implantado en él y puede viajar a velocidades más rápidas que la luz (por razones desconocidas, Ego es incapaz de eliminar la poderosa unidad de propulsión colocada en su polo sur). Ego tiene control total sobre toda su masa hasta el nivel molecular; a menudo moldea su superficie en la apariencia de una cara gigantesca para abordar seres poderosos, y también puede moldear su terreno para adaptarse a las circunstancias. Es capaz de utilizar su propia sustancia para extruir tentáculos, sensores orgánicos, crecimiento similar al de las plantas y crear contenedores humanoides para su conciencia. Puede moldear su superficie para parecer un mundo inhóspito muerto o un idílico paraíso exuberante verde para atraer a los viajeros espaciales ajenos a su superficie, que consume rápidamente. Ego posee varias características internas análogas a un organismo vivo, como túneles gigantescos que han sido comparados con arterias y un gigantesco órgano similar al cerebro muy por debajo de su superficie. Puede calentar su temperatura interna para destruir a los seres en su interior. Ego posee dos órganos digestivos, que utiliza al absorber seres vivos, y un sistema inmunológico con el que crea poderosos anticuerpos para destruir a los seres que resisten la absorción.
También posee grandes habilidades paranormales, y puede proyectar ráfagas lo suficientemente poderosas como para destruir otros mundos. Fue capaz de leer la mente de Thor en su primera aparición y escanear su estructura biológica.

## Otras versiones

### Amalgam Comics
Oa el Planeta Viviente, una versión amalgama de Ego y del DC, planeta Oa de apareció bajo el sello de Amalgam Comics, en Iron Lantern #1, donde es la fuente del poder del Cuerpo de Linternas Verdes. Otra versión de Ego en el Universo Amalgam apareció en Thorion of the New Asgods como Ego-Masa, una amalgama de Ego y la Pared de Fuente. Ego también ha aparecido en versiones alternativas del Universo de Marvel,

### Exiliados
En Exiliados #53 (diciembre de 2004), ubicado en el universo de la Tierra-4162, Ego implanta las Semillas de la Conciencia en la Tierra en un intento de crear otro planeta vivo. Los Cuatro Fantásticos de este universo, junto con los Exiliados, son capaces de convencer a la ahora sensible Tierra para que se oponga a Ego. Blink mata a Ego teletransportando un taladro minero al cerebro del Planeta Viviente.

### Marvel Adventures
En Marvel Adventures: The Avengers #12 (junio de 2007), para lectores más jóvenes. 

### Marvel Zombies 2
En Marvel Zombies 2 es uno de los últimos supervivientes de una masacre zombi que abarca la realidad. Sin embargo, es encontrado y comido.

### Rey Thor
Cuando Galactus el Devorador de Mundos se unió a All-Black the Necrosword, Ego llegó y, de repente, la Necrosword dejó a Galactus y se unió a Ego, convirtiéndose en Ego el Necroplaneta y con su poder se comió a Galactus entero. Y mientras comía tiburones cósmicos, se le acercó un gusano asgardiano que desafió a Ego a luchar, pero Ego rápidamente se rio en voz alta del hecho de que un gusano pensó que podía derrotarlo, pero luego Ego fue completamente destruido por el gusano después del gusano (El Rey Loki disfrazado) susurró palabras de locura durante los siguientes milenios.

## En otros medios

### Televisión
- Ego el Planeta Viviente aparece en Fantastic Four episodio «La batalla contra el planeta viviente», con la voz de Kay E. Kuter.[30]
- Ego el Planeta Viviente aparece en la serie de TV Silver Surfer, con la voz de Roy Lewis.[30]
- Ego el Planeta Viviente hace un cameo en The Super Hero Squad Show episodio «Guerra Mundial Bruja.» Mientras Halcón le estaba enseñando a la Bruja Escarlata cómo conducir el Helitransporte, se detienen brevemente y ven a Ego y sus «hijos» cruzando su camino.
- Ego el Planeta Viviente aparece en Hulk and the Agents of S.M.A.S.H. con la voz de Kevin Michael Richardson.[30][31]Esta versión está controlada por Pequeño Ego, una versión reducida de su yo exterior que requiere una conexión con él para sobrevivir. Si alguien más toma el control del planeta anfitrión, este asumirá la apariencia de su líder. Hizo su aparición en el episodio de la primera temporada «Cuestiones de Ego» y en los episodios de la segunda temporada «Planeta Hulk» parte 1 y 2, y «Planeta Monstruo, parte 2»-

### Universo cinematográfico de Marvel
Ego aparece en los medios ambientados en el Universo cinematográfico de Marvel, interpretado por Kurt Russell.Esta versión es el padre de Peter Quill y Mantis y afirma ser un Celestial. Además, él surgió hace millones de años y aprendió a usar sus poderes cósmicos para manipular la materia y formar un planeta entero a su alrededor, además de utilizar numerosos recursos y un avatar humanoide para interactuar con otros seres sintientes. Sin embargo, él se aburrió de la inmortalidad y se decepcionó con un universo lleno de vida inferior, por lo que se propuso rehacer el universo a su imagen mediante plántulas plantadas en varios mundos.
- En la película de acción real Guardianes de la Galaxia vol. 2 (2017), Ego encuentra a Quill, le explica su plan y revela que necesita el poder de otro Celestial para activar las plántulas. Para lograrlo, Ego se apareó con diversas especies hasta concebir una descendencia adecuada para facilitar su plan, siendo Quill el único que heredó su poder. Sin embargo, Quill se rebela contra Ego tras enterarse de que este había asesinado a su madre y se une a los Guardianes de la Galaxia para matar a Ego y frustrar su plan.
- Variantes de la línea de tiempo alternativa de Ego aparecen en ¿Qué pasaría si...? (2021), con la voz de Russell.[30]

### Videojuegos
- Ego el Planeta Viviente aparece en Lego Marvel Super Heroes en el menú principal del juego.[33]
- Ego el Planeta Viviente aparece en Lego Marvel Super Heroes 2.[34] En el momento en que los héroes planean llevar a Knowhere a Chronopolis, Kang interfiere al crear un portal para que Ego lo atraviese. Mientras Ego planea hacer que Kang pague por su insolencia, también planea hacer que los héroes paguen por su incompetencia. Después de hacer ciertas cosas, el portal que trajo a Ego a Chronopolis se cierra, ya que planea hacer que Kang pague por su impertinencia.
- Ego el planeta viviente aparece en el videojuego de cartas MARVEL SNAP, con este efecto: Ego toma el control y juega tus cartas.

### Música
- Monster Magnet grabó una canción llamada «Ego, the Living Planet» en el álbum Dopes to Infinity.

## Recepción e impacto
Roger Lewis sostiene que Ego el Planeta Viviente reflejaba los riesgos para la civilización, los humanos y el planeta Tierra que la gente estaba contemplando en los años 1960, cuando fue concebido inicialmente.
Una edición de 2007 de Marvel Adventures: The Avengers con Ego titulado «Ego the Loving Planet» conoció el elogio de la crítica por su inventiva simultánea y sentido lógico.